# ویگور
ویگور (انگلیسی: Vigor) شرکت صنایع غذایی برزیلی است، که در سال ۱۹۱۷ تأسیس شد.